# Hagneion (Monat)
Hagneion (altgriechisch Ἁγνηιών) war ein Monat in zumindest zwei antiken griechischen Kalendern, die auf dem ionischen Kalender fußen. 
Der Monat ist inschriftlich für die Kalender von Ephesos und Magnesia am Mäander bezeugt. In Magnesia am Mäander stand er vor dem Monat Kronion, in Ephesos zwischen dem Badromion und dem Maimakter. Im attischen Kalender, dem Referenzkalender für ionische Lokalkalender, kann er mit dem Pyanopsion gleichgesetzt werden, der im julianischen Kalender etwa dem August entspricht. Der Monat wurde vermutlich aus dem Kalender von Malis übernommen, wo er in der Form Hagnaios für die Kalender der Städte Theben und Halos bezeugt ist. Da aus Magnesia mehrere für den ionischen Kalender untypische Monatsnamen bekannt sind, wurde der Hagneion vermutlich erst dort eingeführt und dann vom nahe gelegenen Ephesos in den dortigen Kalender übernommen.
Der Name des Monats geht vermutlich auf einen Kult der Hagna zurück. Mit dem Epitheton Hagna wurde eine Reihe von Göttinnen verehrt, insbesondere aber die Göttin Persephone.